# Joel Higgins
Joel Franklin Higgins (Bloomington, Illinois, 28 de septiembre de 1943) es un actor y cantante estadounidense, mejor conocido por haber interpretado el papel de Edward Stratton III en la serie de televisión Silver Spoons (1982-1987).

## Biografía y carrera
Higgins, graduado de la Universidad Estatal de Míchigan, inicialmente actuó en cafeterías para ayudar a pagar sus estudios. Después de graduarse en publicidad y trabajar durante seis meses para General Motors, Higgins viajó a Europa para comenzar su carrera como actor.
En 1968, Higgins se alistó en el Ejército de los Estados Unidos y estuvo destinado en Camp Casey en Corea, donde sirvió como sargento de servicios especiales a cargo del entretenimiento. Después de sus días en el ejército, él y varios amigos escribieron una revista musical llamada The Green Apple Nasties. Después de dejar el ejército, vendió el programa a un productor y se fue de gira durante dos años y medio. Durante una actuación en Louisville, Kentucky, un productor se acercó a Higgins y le pidió que interpretara a Sky Masterson en una producción teatral regional de Guys and Dolls.
En 1973, Higgins consiguió el papel de Vince en la primera gira nacional de Grease, donde estuvo de gira durante un año antes de partir para unirse a la prueba previa a Broadway de un nuevo musical llamado Shenandoah. En 1975, ganó el premio Theatre World por su papel en la versión de Broadway de Shenandoah. En ese mismo año, comenzó a interpretar el papel de Bruce Carson en la telenovela de CBS Search for Tomorrow. En 1978, Higgins apareció en el musical de Broadway Angel, interpretando a Ben Gant. Higgins recibió una nominación al premio Drama Desk por su actuación en este musical.
En 1979, protagonizó la serie de televisión de corta duración de ABC Salvage 1 con Andy Griffith. Dos años más tarde, protagonizó la comedia de ABC Best of the West como el alguacil de los Estados Unidos Sam Best, quien, después de regresar de la guerra civil estadounidense, se traslada junto con su familia al oeste. ABC retrasó la renovación de la serie y fue cancelada después de una temporada.
Higgins firmó para protagonizar una nueva serie de NBC Silver Spoons, interpretando a Edward W. Stratton III, el hijo de uno de los magnates más ricos del país. Al principio del programa, se enteró de que tiene un hijo de doce años, interpretado por Ricky Schroder, producto de su primer matrimonio. La serie se emitió desde 1982 hasta 1987. Las primeras cuatro temporadas se emitieron en NBC, y la quinta y última en sindicación.
Higgins regresó a ABC con una nueva comedia, Have Faith, en la primavera de 1989, interpretando a un monseñor de la iglesia que supervisaba a su personal, cuyos coprotagonistas incluían a Ron Carey y Stephen Furst. La serie no tuvo buenos resultados en los índices de audiencia y finalizó después de su breve período de prueba. Desde entonces, continuó como estrella invitada en numerosas series de televisión.
A finales de la década de 1970 y en la de 1980, también apareció en varias películas, entre ellas Bare Essence, Threesome,  First Affair y Killing at Hell's Gate. También protagonizó los musicales She Loves Me en el Music Center de Los Ángeles y Oklahoma! en Broadway, además de escribir más de 200 jingles para productos como Kool-Aid, Kal Kan, M&M's, Coors Light y varias canciones temáticas, incluida una para la serie de ABC de Lucille Ball, Life with Lucy.
Higgins continuó actuando durante las décadas de 1990 y 2000 en varios teatros de todo el país, incluyendo The Muny en Forest Park, San Luis (el teatro al aire libre más grande y antiguo de Estados Unidos), The Starlight en Kansas City, The Fox en Atlanta, etc. Regresó a Broadway en 1991 para interpretar a "Stone/Stein" en City of Angels.
Más tarde, Higgins coescribió y protagonizó The Fields of Ambrosia, que debutó en el George Street Playhouse de Nueva Jersey antes de trasladarse al Teatro Aldwych en el West End de Londres. También coescribió y dirigió Johnny Guitar, en el Century Center Theater For The Performing Arts de Nueva York, obteniendo numerosas nominaciones a los premios Drama Desk, Drama League y Lucille Lortel (por Mejor Letra, Música y Musical), y ganando el Premio Outer Critics Circle como Mejor Musical de 2004. El musical ha tenido más de 30 producciones posteriores en todo el país.
Higgins ha seguido apareciendo en películas como Dead Canaries y No Pay, Nudity. En 2017, lanzó un EP titulado A World Away en CD Baby bajo su nombre completo, Joel Franklin Higgins.

## Filmografía
| Año       | Título                             | Papel                            | Notas                          |
| --------- | ---------------------------------- | -------------------------------- | ------------------------------ |
| 1975-1978 | Search for Tomorrow                | Bruce Carson #5                  | Recurrente                     |
| 1979      | Salvage 1                          | Addison "Skip" Carmichael        | Papel principal, 19 episodios  |
| 1981      | Killing at Hell's Gate             | Jack Holmby                      | Película de televisión         |
| 1981-1982 | Best of the West                   | Marshal Sam Best                 | Papel principal, 22 episodios  |
| 1982-1987 | Silver Spoons                      | Edward Stratton III              | Papel principal, 116 episodios |
| 1982      | Bare Essence                       | Matt Phillips                    | Miniserie                      |
| 1983      | Insight                            | Dios                             | 1 episodio                     |
| 1983      | First Affair                       | Greg Simon                       | Película de televisión         |
| 1984      | Threesome                          | Dan Shaper                       | Película de televisión         |
| 1988      | Laura Lansing Slept Here           | Walter Gomphers                  | Película de televisión         |
| 1989      | Have Faith                         | Monsignor Joseph "Mac" MacKenzie | Papel principal, 7 episodios   |
| 1990      | Rich Men, Single Women             | Nicky Loomis                     | Película de televisión         |
| 1997      | Family Matters                     | Clifford Geiss                   | 1 episodio                     |
| 1999      | Two Guys, a Girl and a Pizza Place | Sharon's Father                  | 1 episodio                     |
| 1999      | Home Improvement                   | Dr. Lloyd Fields                 | 2 episodios                    |
| 2000      | JAG                                | Capitán Peter Tully              | 1 episodio                     |
| 2003      | Crossing Jordan                    | Mr. Oliver                       | 1 episodio                     |
| 2003      | Ed                                 | Gus Tavel                        | 1 episodio                     |
| 2003      | Dead Canaries                      | Alan Weis                        | Película                       |
| 2015      | Dante and Beatrice: A Family Film  | Father O'Malley                  | Cortometraje                   |
| 2016      | No Pay, Nudity                     | Stewart                          | Película                       |